# Уравнение на електромагнитните вълни
Уравнението на електромагнитните вълни е частно диференциално уравнение от втори ред, което описва разпространението на електромагнитните вълни (ЕМВ) в материална среда или във вакуум. Това е вълновото уравнение, написано за електрическото поле с интензитет (напрегнатост) {\displaystyle E} или магнитното поле с интензитет {\displaystyle H} и в хомогенна форма има следния вид:
{\displaystyle \nabla ^{2}\mathbf {E} \ -\ {1 \over v^{2}}{\partial ^{2}\mathbf {E}  \over \partial t^{2}}\ \ =\ \ 0}
{\displaystyle \nabla ^{2}\mathbf {H} \ -\ {1 \over v^{2}}{\partial ^{2}\mathbf {H}  \over \partial t^{2}}\ \ =\ \ 0}
където {\displaystyle v} е скоростта на вълната в дадената среда. Във вакуум {\displaystyle v=c=2,9998\times 10^{8}} m/s, което е и скоростта на светлината в свободно пространство. 
Уравнението за електромагнитните вълни се извежда от уравненията на Максуел. 

## Скорост на разпространение
В линейна, изотропна и бездисперсионна среда електричната индукция (електричното сместване) {\displaystyle D} е пропорционална на напрегнатостта на електричното поле {\displaystyle E} [ V/m]:
{\displaystyle \mathbf {D} =\varepsilon \mathbf {E} },
където ε е диелектричната проницаемост на средата.
Аналогично магнитната индукция (плътност на магнитния поток {\displaystyle B} [ T ] е пропорционална на напрегнатостта на магнитното поле {\displaystyle H} [ A/m ]:
{\displaystyle \mathbf {B} =\mu \mathbf {H} },
където μ е магнитната проницаемост на средата.
Диелектричната проницаемост {\displaystyle \ \varepsilon } и магнитната проницаемост {\displaystyle \ \mu } са важни физични константи, които играят ключова роля в теорията на електромагнитното поле.

### Във вакуум
За вакуум диелектричната проницаемост е {\displaystyle \ \varepsilon _{o}={1 \over {36\pi }}\times 10^{-9}=8,854\times 10^{-12}} [F/m], а магнитната проницаемост {\displaystyle \ \mu _{o}=4\pi \times 10^{-7}=12,56637\times 10^{-7}} [H/m]. Тогава вълната се разпространява със скорост
{\displaystyle c=c_{o}={1 \over {\sqrt {\mu _{o}\varepsilon _{o}}}}=2,999792458\times 10^{8}} m/s ≈ {\displaystyle 3\times 10^{8}} m/s,
равна на скоростта на светлината.
| Параметри на вакуум    | Символ                             | Числена стойност                     | Измервателна единица в SI |
| ---------------------- | ---------------------------------- | ------------------------------------ | ------------------------- |
| Диелектрична константа | {\displaystyle \ \varepsilon _{0}} | {\displaystyle 8,854\times 10^{-12}} | F/m                       |
| Магнитна проницаемост  | {\displaystyle \ \mu _{0}\ }       | {\displaystyle 4\pi \times 10^{-7}}  | H/m                       |
| Скорост на светлината  | {\displaystyle c\ }                | {\displaystyle 2,998\times 10^{8}}   | m/s                       |

### В материална среда
Разглежда се разпространението на ЕМВ в материални среди, които са линейни, изотропни и бездисперсионни. Тогава скоростта на вълната е
{\displaystyle c={1 \over {\sqrt {\varepsilon \mu }}}={c \over n}},
където
{\displaystyle n={\sqrt {\varepsilon \mu  \over \varepsilon _{o}\mu _{o}}}}
е коефициент на пречупване на средата, {\displaystyle \varepsilon } и {\displaystyle \mu \,} са диелектричната и магнитната проницаемост на средата.

## Произход на електромагнитното уравнение

### Запазване на заряда
Запазването на заряда изисква скоростта на промяна на пълния заряд намиращ се в обем V да бъде равна на пълния ток, течащ през повърхността S, обхващаща обема:
{\displaystyle \oint _{S}\mathbf {J} \cdot d\mathbf {s} =-{d \over dt}\int _{V}\rho \cdot dV}
където J е плътността на тока [A/m2], течащ през повърхнината, а ρ е плътността на обемния заряд [ C/m3] във всяка точка от обема. От теоремата за дивергенцията, тази зависимост се преобразува от интегрална в диференциална форма:
{\displaystyle \nabla \cdot \mathbf {J} =-{\partial \rho  \over \partial t}}

### Закон на Ампер преди корекцията на Максуел
В своята оригинална форма, законът на Ампер (единици SI) е зависимостта на магнитното поле H и източника на полето, токовата плътност J:
{\displaystyle \oint _{C}\mathbf {H} \cdot d\mathbf {l} =\int _{S}\mathbf {J} \cdot d\mathbf {s} }.
Отново може да се преобразува до диференциална форма, прилагайки теоремата на Стокс:
{\displaystyle \nabla \times \mathbf {H} =\mathbf {J} }.

### Разглеждане на Максуел
Джеймс Кларк Максуел, който обединява законите за електричеството и магнетизма, открива важно несъответствие между закона на Ампер и закона за запазване на заряда.
Ако се вземе дивергенцията от двете страни на закона на Ампер, се получава:
{\displaystyle \nabla \cdot (\nabla \times \mathbf {H} )=\nabla \cdot \mathbf {J} }
Дивергенцията на ротация на което и да е векторно поле (в случая магнитното поле H) е винаги равна на нула:
{\displaystyle \nabla \cdot (\nabla \times \mathbf {H} )=0}
Комбинирайки тези две уравнения се получава:
{\displaystyle \nabla \cdot \mathbf {J} =0}
От закона за запазване на заряда следва, че:
{\displaystyle \nabla \cdot \mathbf {J} =-{\partial \rho  \over \partial t}}
{\displaystyle {\partial \rho  \over \partial t}=0}.
Последният резултат подсказва, че пълната плътност на заряда в която и да е точка в пространството е константа, която изобщо не може да се променя, което разбира се е абсурдно. Този резултат е в противоречие не само на физическата интуиция, а и с емпиричните резултати от много лабораторни експерименти. Тази зависимост изисква не само запазване на заряда, но и че последния не може да бъде преразпределен от едно място към друго. Но от друга страна е известно, че електрическите токове могат и преразпределят електрическия заряд. Така последният резултат е некоректен. Нещо очевидно липсва в закона на Ампер и Максуел открива, че е необходима корекция.
За да се разбере Максуеловата корекция на закона на Ампер, трябва да се разгледа друго от уравненията на Максуел, а именно законът на Гаус в интегрална форма:
{\displaystyle \oint _{S}\varepsilon _{o}\mathbf {E} \cdot d\mathbf {s} =\int _{V}\rho \cdot dV}
Чрез отново използване на теоремата за дивергенцията, уравнението може да се преобразува до диференциална форма:
{\displaystyle \nabla \cdot \varepsilon _{o}\mathbf {E} =\rho }
Чрез диференциране по времето от двете страни се получава:
{\displaystyle {\partial  \over \partial t}(\nabla \cdot \varepsilon _{o}\mathbf {E} )={\partial \rho  \over \partial t}}
При смяна на местата на производните от лявата страна се получава:
{\displaystyle \nabla \cdot \varepsilon _{o}{\partial \mathbf {E}  \over \partial t}={\partial \rho  \over \partial t}}
Последният резултат заедно със закона на Ампер и уравнението за запазване на заряда, предполага два вида източници на магнитното поле: токът на проводимост с плътност J, както Ампер вече е установил, и така наречения ток на сместване или ток от промяна на електрическата индукция във времето:
{\displaystyle {\partial \mathbf {D}  \over \partial t}=\varepsilon _{o}{\partial \mathbf {E}  \over \partial t}}
Така коригираната от Максуел форма на закона на Ампер има вида:
{\displaystyle \nabla \times \mathbf {H} =\mathbf {J} +\varepsilon _{o}{\partial \mathbf {E}  \over \partial t}}
и се нарича закон за пълния ток или първо уравнение на Максуел.

### Вълнови характер на светлината
Корекцията на Максуел на закона на Ампер подготвя едно сензационно за времето си откритие. Максуел осъзнава, че уравненията за електромагнетизма предполагат, че електрическото и магнитно полета могат да се разпространяват в космоса – тоест, при отсъствието на материя – като електромагнитни вълни и още, че скоростта на тези вълни е точно скоростта на светлината. Уповавайки се на откритието си в 1865, Максуел пише:
Тази скорост е толкова близка до скоростта на светлината, че изглежда имаме сериозна причина да заключим, че самата светлина... е електромагнитно смущение във формата на вълни, разпространяващи се посредством електромагнитното поле и според законите за електромагнитното поле.
За електромагнитни вълни във вакуум Максуеловите уравнения имат вида:
{\displaystyle \nabla \times \mathbf {H} =\varepsilon _{o}{\frac {\partial \mathbf {E} }{\partial t}}}
{\displaystyle \nabla \times \mathbf {E} =-\mu _{o}{\frac {\partial \mathbf {H} }{\partial t}}}
{\displaystyle \nabla \cdot \mathbf {E} =0}
{\displaystyle \nabla \cdot \mathbf {H} =0}
Ако се приложи ротация на първите две уравнения, се получава:
{\displaystyle \nabla \times \nabla \times \mathbf {H} =\varepsilon _{o}{\frac {\partial }{\partial t}}\nabla \times \mathbf {E} =-\mu _{o}\varepsilon _{o}{\frac {\partial ^{2}\mathbf {H} }{\partial t^{2}}}}
{\displaystyle \nabla \times \nabla \times \mathbf {E} =-\mu _{o}{\frac {\partial }{\partial t}}\nabla \times \mathbf {H} =-\mu _{o}\varepsilon _{o}{\frac {\partial ^{2}\mathbf {E} }{\partial t^{2}}}}
За всеки от векторите {\displaystyle \mathbf {E} } и {\displaystyle \mathbf {H} } може да се запише:
{\displaystyle \nabla \times \left(\nabla \times \mathbf {E} \right)=\nabla \left(\nabla \cdot \mathbf {E} \right)-\nabla ^{2}\mathbf {E} } и
{\displaystyle \nabla \times \left(\nabla \times \mathbf {H} \right)=\nabla \left(\nabla \cdot \mathbf {H} \right)-\nabla ^{2}\mathbf {H} }.
Замествайки тези изрази в горните 2 уравнения и след смяна на местата им се получават вълновите уравнения
{\displaystyle {\partial ^{2}\mathbf {E}  \over \partial t^{2}}\ -\ c^{2}\cdot \nabla ^{2}\mathbf {E} \ \ =\ \ 0}
{\displaystyle {\partial ^{2}\mathbf {H}  \over \partial t^{2}}\ -\ c^{2}\cdot \nabla ^{2}\mathbf {H} \ \ =\ \ 0},
където
{\displaystyle c={1 \over {\sqrt {\mu _{o}\varepsilon _{o}}}}=2,998\times 10^{8}} m/s
е скоростта на светлината във вакуум.

## Нехомогенно вълново уравнение
Локализирани променливи във времето плътности на заряда и тока могат да действат като източници на електромагнитни вълни във вакуум. Уравненията на Максуел могат да бъдат написани във формата на вълново уравнение с източници. Прибавянето на източници към вълновите уравнения прави частните диференциални уравнения нехомогенни.

### Система SI
Уравненията на Максуел във вакуум с източници от заряд {\displaystyle \rho } и ток {\displaystyle \mathbf {J} } могат да се запишат във вид на векторни и скаларни потенциали като:
{\displaystyle \nabla ^{2}\varphi +{{\partial } \over \partial t}\left(\nabla \cdot \mathbf {A} \right)=-{\rho  \over \varepsilon _{0}}}
{\displaystyle \nabla ^{2}\mathbf {A} -{1 \over c^{2}}{\partial ^{2}\mathbf {A}  \over \partial t^{2}}-\nabla \left({1 \over c^{2}}{{\partial \varphi } \over {\partial t}}+\nabla \cdot \mathbf {A} \right)=-\mu _{0}\mathbf {J} }
където
{\displaystyle \mathbf {E} =-\nabla \varphi -{\partial \mathbf {A}  \over \partial t}}
и
{\displaystyle \mathbf {B} =\mu _{0}\mathbf {H} =\nabla \times \mathbf {A} }.
Ако се допусне, че е в сила уравнението на Л. Лоренц:
{\displaystyle {1 \over c^{2}}{{\partial \varphi } \over {\partial t}}+\nabla \cdot \mathbf {A} =0}
тогава за нехомогенните вълнови уравнения се записва:
{\displaystyle \nabla ^{2}\varphi -{1 \over c^{2}}{\partial ^{2}\varphi  \over \partial t^{2}}=-{\rho  \over \varepsilon _{0}}}
{\displaystyle \nabla ^{2}\mathbf {A} -{1 \over c^{2}}{\partial ^{2}\mathbf {A}  \over \partial t^{2}}=-\mu _{0}\mathbf {J} }.

## Решения на хомогенното вълново уравнение
Общото решение на уравненивто има следната форма:
{\displaystyle \mathbf {E} (\mathbf {r} ,t)=g(\phi (\mathbf {r} ,t))=g(\omega t-\mathbf {k} \cdot \mathbf {r} )}
и
{\displaystyle \mathbf {H} (\mathbf {r} ,t)=g(\phi (\mathbf {r} ,t))=g(\omega t-\mathbf {k} \cdot \mathbf {r} )}
за всяка непрекъсната и диференцируема функция g на безразмерен аргумент φ, където
{\displaystyle \ \omega } е ъгловата скорост (в rad/s), и
{\displaystyle \mathbf {k} =(k_{x},k_{y},k_{z})} е вълновият вектор (в [ rad/m).
Въпреки че функцията g може да бъде и често е монохроматична синусоидална вълна, тя не трябва да бъде синусоидална и дори периодична. На практика g не може да има безкрайна периодичност, тъй като всяка реална електромагнитна вълна трябва да има крайно протежение в пространството и времето. Като резултат от това и базирайки се на Трансформацията на Фурие, една реална вълна трябва да се състои от наслагването (суперпозицията) на безкраен брой хармоници.
Още повече, за намиране на приемливо решение, вълновият вектор и ъгловата честота не могат да бъдат независими една от друга променливи. Те трябва да спазват дисперсионната зависимост:
{\displaystyle k=|\mathbf {k} |={\omega  \over c}={2\pi  \over \lambda }}
където k е вълновото число и λ е дължината на вълната.

### Монохроматична синусоидална стационарна вълна
Най-проста форма решения на вълновото уравнение се получава от допускането за синусоидални вълни на една честота в разделена форма:
{\displaystyle \mathbf {E} (\mathbf {r} ,t)=\mathrm {Re} \{\mathbf {E} (\mathbf {r} )e^{j\omega t}\}},
където
- {\displaystyle j={\sqrt {-1}}\,} е имагинерната единица,
- {\displaystyle \omega =2\pi f\,} е ъглова скорост в [ rad/s ],
- {\displaystyle f\,} e честотата в Hz, и
- {\displaystyle e^{j\omega t}=\cos(\omega t)+j\sin(\omega t)\,} е формулата на Ойлер.

### Решения за плоски вълни
Разглежда се равнина, определена от единичен нормален вектор
{\displaystyle \mathbf {n} ={\mathbf {k}  \over k}}.
Решенията за разпространяваща се плоска вълна са
{\displaystyle \mathbf {E} (\mathbf {r} )=E_{0}e^{-j\mathbf {k} \cdot \mathbf {r} }}
и
{\displaystyle \mathbf {H} (\mathbf {r} )=H_{0}e^{-j\mathbf {k} \cdot \mathbf {r} }},
където
{\displaystyle \mathbf {r} =(x,y,z)} е пространственият вектор [[[метър|m]]].
Тези решения представят плоски вълни, разпространяващи се по посока на нормалния вектор {\displaystyle \mathbf {n} }.
Ако посоката {\displaystyle z} се дефинира като посока на {\displaystyle \mathbf {n} } и посоката (координатната ос) {\displaystyle x} като посока на {\displaystyle \mathbf {E} }, тогава според закона на Фарадей магнитното поле е по посока на {\displaystyle y} и е свързано с електрическото поле чрез отношението:
{\displaystyle \mp c\mu _{o}{\partial H \over \partial z}={\partial E \over \partial z}}.
Поради факта, че дивергенцията на електрическото и магнитно полета е нула, няма полета по посоката на разпространение.
Това решение на вълновите уравнения е за вълни с линейна поляризация. В този смисъл съществуват и решения с кръгова поляризация, при която полетата се въртят около нормалния вектор.

### Разлагане в спектър
Поради линейността на уравненията на Максуел във вакуум, решенията могат да се разложат в суперпозиция на хармоници. Това е принципа на използването на метода с преобразование на Фурие за решаването на диференциални уравнения. Хармоничното решение на вълновото електромагнитно уравнение има формата:
{\displaystyle \mathbf {E} (\mathbf {r} ,t)=E_{0}\ cos(\omega t-\mathbf {k} \cdot \mathbf {r} +\phi _{0})}
и
{\displaystyle \mathbf {H} (\mathbf {r} ,t)=H_{0}\ cos(\omega t-\mathbf {k} \cdot \mathbf {r} +\phi _{0})}
Електромагнитният спектър е диаграма на големината на интензитета на полето (или енергията на полето) във функция на дължината на вълната.